# فیلیپ سودره دارتیگویناو
فیلیپ سودره دارتیگویناو (انگلیسی: Philippe Sudré Dartiguenave; زاده ۶ آوریل ۱۸۶۳ – درگذشته ۲۶ ژوئیهٔ ۱۹۲۶) سیاستمدار اهل هائیتی بود. وی از ۱۲ اوت ۱۹۱۵ تا ۱۵ مه ۱۹۲۲ رئیس‌جمهور هائیتی بود.
فیلیپ سودره دارتیگویناو در ۲۶ ژوئیه ۱۹۲۶، در سن ۶۳ سالگی درگذشت.